# Доктор Стрэндж
До́ктор Сти́вен Ви́нсент Стрэндж (англ. Dr. Stephen Vincent Strange), более известный как До́ктор Стрэндж (англ. Doctor Strange) — супергерой, появляющийся в американских комиксах издательства Marvel Comics.
Доктор Стрэндж исполняет обязанности Верховного мага Земли и является главным защитником Земли от магических и мистических угроз. На основе историй о чёрной магии и аудиосериале «Чанду волшебник», Стрэндж был создан во время Серебряного века комиксов с целью раскрытия в Marvel Comics темы магии и введения новых персонажей. Созданный художником Стивом Дитко и сценаристом Стэном Ли персонаж дебютировал в Strange Tales #110 в июле 1963 года.
История происхождения персонажа повествует о том, что когда-то он был блестящим, но эгоистичным хирургом. После того, как в результате автокатастрофы его руки были серьёзно повреждены и он более не смог проводить операции, Стивен Стрэндж отправился в странствия по миру в поисках исцеления и встретил Древнего; став одним из учеников старого волшебника, он становится практиком как мистических, так и боевых искусств. Наряду со знанием многих мощных заклинаний, Стрэндж обладает двумя магическими артефактами — плащом левитации и глазом Агамотто. В приключениях Стрэнджа сопровождает его верный друг и камердинер Вонг, а также различные мистические существа. Он живёт в особняке под названием Санктум Санкторум, расположенном в Нью-Йорке. Впоследствии Стрэндж получает титул Верховного мага.
Первое появление Доктора Стрэнджа вне комиксов состоялось в телевизионном фильме «Доктор Стрэндж» (1978), где его сыграл Питер Хутен. После этого Стрэндж начал появляться в различных мультсериалах, основанных на Marvel Comics. В одноимённом фильме 2016 года, его сиквеле 2022 года, а также ряде других фильмов в рамках медиафраншизы «Кинематографическая вселенная Marvel» роль Стивена Стрэнджа исполнил британский актёр Бенедикт Камбербэтч.
В 2008 году Доктор Стрэндж занял 83-е место в списке «200 величайших героев комиксов всех времён» по версии Wizard, а в 2012 году IGN поместил его на 33-е место в «Топе 50 лучших Мстителей»; также персонаж занял 38-е место в списке «100 лучших героев комиксов всех времён» по версии IGN.

## История публикаций

### Создание. 1960-е годы
Доктор Стрэндж был создан сценаристом Стэном Ли и художником Стивом Дитко в 1960-х. В 2008 году Дитко сказал: «Собственно создал для Ли историю из пяти страниц, историю карандашом со страницей/панелью сценария моей новой идеи, различных персонажей для разнообразия в Marvel Comics. Мой персонаж был назван Доктором Стрэнджем, потому что он появился в Strange Tales».
В 1963 году в письме к Джерри Бейлсу Ли высказался об идее Дитко:

 «Итак, у нас есть новый персонаж в рамках Strange Tales (пяти-страничная арка под названием Dr. Strange). Стив Дитко будет рисовать его. Для него характерна тема чёрной магии. Первая история не была выдающейся, но возможно мы сможем сделать что-нибудь о нём. Первоначально мы хотели назвать его Мистером Стрэнджем, но думали, что это очень похоже на Мистера Фантастика. Сейчас, однако, я помню, что у нас был злодей по имени Доктор Стрэндж в одном из недавних выпусков нашего журнала, надеюсь не возникнет путаницы!»Оригинальный текст (англ.)«Well, we have a new character in the works for Strange Tales (just a 5-page filler named Dr. Strange) Steve Ditko is gonna draw him. It has sort of a black magic theme. The first story is nothing great, but perhaps we can make something of him. Originally decided to call him Mr. Strange, but thought the "Mr." bit too similar to Mr. Fantastic -- now, however, I remember we had a villain called Dr. Strange just recently in one of our mags, hope it won't be too confusing!»

Первое появление Доктора Стрэнджа в Strange Tales #110.

Доктор Стрэндж дебютировал в Strange Tales #110 (июль 1963 года), где он разделил комикс с Человеком-факелом. Впоследствии Доктор Стрэндж появился в выпусках #110 — 111 и #114, а затем в #115 (декабрь 1963) была представлена восьмистраничная история происхождения супергероя. На создание персонажа Стэна Ли вдохновила радио программа  Chandu the Magician, которая была показана на Mutual Broadcasting System в 1930-х.
С #135 (август 1965) персонаж Человек-факел был отменён, и Доктору Стрэнджу пришлось делить Strange Tales со шпионской серией «Ник Фьюри, агент Щ. И. Т.». Дитко начал рисовать Доктора Стрэнджа с выпуска #146 (июль 1966), и в этот период он и Ли стали создавать союзников персонажа, таких как Клеа — возможный любовный интерес Доктора, которая изначально дебютировала в Strange Tales #126 (ноябрь 1964), однако некоторое время оставалась безымянной; а также врагов супергероя, таких как демон Дормамму с пламенем на голове и Кошмар в #110.
В историях Ли и Дитко демонстрировались сюрреалистические пейзажи и яркие визуальные эффекты. В сюжетной линии Strange Tales #130-146, состоящей из 17 выпусков, Дитко изобразил персонажа Вечность, представленного как абстрактный силуэт, контуры которого заполнены космосом..
Историк Брэдфорд У. Райт сказал:

 «Стив Дитко создал одну из его самых сюрреалистических работ в комиксах и придал ей дезориентирующее, галлюциногенное качество. Приключения Доктора Стрэнджа охватывают странные миры извилистых размеров, напоминающие картины Сальвадора Дали. Вдохновлённый магами детства Стэна Ли, а также современной бит-культурой, Доктор Стрэндж поразительно прогнозировал увлечение молодёжной контркультуры восточным мистицизмом и психоделией».Оригинальный текст (англ.)«Steve Ditko contributed some of his most surrealistic work to the comic book and gave it a disorienting, hallucinogenic quality. Dr. Strange's adventures take place in bizarre worlds and twisting dimensions that resembled Salvador Dalí paintings. Inspired by the pulp-fiction magicians of Stan Lee's childhood as well as by contemporary Beat culture, Dr. Strange remarkably predicted the youth counterculture's fascination with Eastern mysticism and psychedelia.»

Впоследствии Доктор Стрэндж играл ключевую роль в Fantastic Four #27 (июнь 1964) и Amazing Spider-Man Annual #2 (октябрь 1965), а также столкнулся со скандинавским богом Локи, сводным братом бога грома Тора в Strange Tales #123 (август 1964).
Серия с диалогами Ли и изображениями Дитко продолжила своё существование вплоть до Strange Tales #142, после чего на смену им пришли Рой Томас и Деннис О’Нил. Художник/сценарист Золотого века комиксов Билл Эверетт заменил Дитко как художника с #147 до #152, затем Мари Северин в #158 и Дэн Адкинс с #160. Впоследствии история о Нике Фьюри переехала в собственную книгу комиксов, а Strange Tales, начиная с #169 был переименован в Dr. Strange.
Ли вернулся, чтобы написать сюжет к Strange Tales #151-157; затем Томас описал #158-159; а также Реймонд Марэ (#160-161) и Джим Лоуренс (#162-166). Другой космический персонаж по имени Живой Трибунал был введён в #157 (июнь 1967). В #150 (ноябрь 1966) появился ещё один враг Доктора Стрэнджа — колдунья Умар, сестра Дормамму.

Doctor Strange vol 1 #177 (февраль 1969), художник — Дэн Эдкинс. Начиная с этого выпуска, внешний вид Доктора Стрэнджа претерпел значительные изменения.

Количество страниц в комиксе было увеличено до 20 в каждом выпуске с #169 по #183 (июнь 1968 — ноябрь 1969), которые продолжили нумерацию Strange Tales . Томас написал первые истории. После первых трёх выпусков к художественной группе присоединились художники Джин Колан и Том Палмер. Колан резко изменил внешний вид серии, так как не хотел, чтобы его работы походили на работы Дитко. В #177 Колан и Томас пытались увеличить число продаж комиксов, приблизив внешний вид Доктора Стрэнджа к супергеройскому. Также у персонажа появилась тайна личности Стивена Стрэнджа. Персонаж играл ключевую роль в Sub-Mariner #22 и The Incredible Hulk vol 2 #126.

### 1970—1990-е годы
В начале 1970-х Стрэндж, наряду с Человеком-льдом, лишился сольной серии комиксов. Впоследствии Доктор Стрэндж появился в трёх выпусках Marvel Feature, где он, Нэмор и Халк сформировали команду Защитники. Затем история Доктора продолжилась в Marvel Premiere #3-14 (июль 1972-март 1974). В этой дуге появился ещё один постоянный враг Доктора Стрэнджа — демон Шума-Горат, созданный сценаристом Стивом Энглхартом и художником Фрэнком Бруннером. В #8-10 (май-сентябрь 1973) Стрэндж был вынужден закрыть разум Древнего, тем самым убив своего наставника. Тогда же Стрэндж принял титул Верховного мага Земли. Энглхарт и Бруннер создали ещё несколько выпусков, где главным злодеем был колдун Сайз-Нег, который обрёл огромную магическую силу и смог с её помощью перестроить Вселенную. Стэн Ли потребовал от авторов опровержение, где говорится, что этот персонаж не был Богом, дабы не задеть религиозные чувства читателей. Сценарист и художник напечатали поддельное письмо от вымышленного министра, где тот якобы высоко хвалил их сюжет. Затем они отправили его в Marvel из Техаса, и студия невольно напечатала это письмо, однако потом дала опровержение.
Marvel Premiere была переименована в Doctor Strange: Master of the Mystic Arts, также известная как Doctor Strange vol. 2, которая состояла из 81 выпуска (июнь 1974 — февраль 1987). В The Tomb of Dracula #44 между Стрэнджем и Дракулой произошёл кроссовер. В заключительной истории от Энглхарта Доктор отправился назад в прошлое, где столкнулся с Бенджамином Франклином.
Стрэндж встретил своих союзников Топаз в #75 (февраль 1986) и Ринтру в #80 (декабрь 1986). Серия закончилась грандиозной битвой, в ходе которой Стрэндж потерял весомую часть своих магических сил, а также множество мистических артефактов. Его особняк и святилище также претерпели серьёзные разрушения.
Комикс был закрыт ввиду того, что истории о Докторе Стрэндже начали публиковаться в Strange Tales vol. 2 вплоть до #19 (апрель 1987 — октябрь 1988), где помимо Доктора ведущими персонажами были Плащ и Кинжал. По сюжету, Стрэндж пытался вернуть утраченные магические силы и мистические артефакты, а также возродить погибших Защитников.
У Стрэнджа вновь появилась собственная серия комиксов под названием  Doctor Strange: Sorcerer Supreme, которая продлилась 90 выпусков (ноябрь 1988 — июнь 1996). Изначально над серией работали сценарист Питер Гиллис и художники Питер Кейс и Рэнди Эмберлин. Сюжетные линии, как правило, растягивались на несколько выпусков. В течение выпусков Стрэндж потерял звание Верховного мага, когда отказался действовать от имени мистической сущности Вишанти. Кроме того, Стрэндж на некоторое время стал частью Сыновей Полуночи, группы, состоящий из сверхъестественных персонажей Marvel. В дальнейшем Стивен обучился магии Хаоса, а также воссоединился с оригинальным составом Защитников. Стрэндж вернул себе титул Верховного мага в Doctor Strange: Sorcerer Supreme #80 (август 1995).
Стрэндж вместе с Человеком-факелом и Существом появились в one-shot’е в Strange Tales vol. 3 #1 (ноябрь 1994).
Персонаж был показан в нескольких ограниченных сериях. Сначала Верховный маг появился в Doctor Strange: The Flight of Bones #1-4 (февраль — май 1999), где столкнулся со своим заклятым врагом Дормамму. Стрэндж оказал большое влияние на формирование Ведьм из Witches #1-4 (август — ноябрь 2004). В серии Strange (ноябрь 2004-июль 2005), написанной Джорджем Майклом Стражински и Сэмом Бэрнсом, повторно раскрывается история происхождения Доктора . В другой ограниченной серии Doctor Strange: The Oath #1-5 (декабрь 2006 — апрель 2007), написанной Брайаном К. Воном и проиллюстрированной Маркосом Мартином, показано, как персонаж несёт ответственность в качестве мага и хирурга.
На протяжении многих лет Доктор Стрэндж появился в четырёх графических романах: Doctor Strange: Into Shamballa (1986),  Doctor Strange & Doctor Doom и Triumph and Torment (1989), Spider-Man/Dr. Strange: The Way to Dusty Death (1992), Dr. Strange: What Is It That Disturbs You, Stephen? (1997).

### 2000-е годы
В 2000-х года Доктор Стрэндж появлялся в различных комиксах в качестве второстепенного персонажа. Он регулярно появлялся в комиксе Amazing Spider-Man, которым на тот момент занимался Джозеф Майкл Стражински. Позднее Стрэндж появился в рамках комикса New Avengers, где он стал членом Иллюминатов, секретной группы, которая собирается, когда решаются важные вопросы, касающиеся судьбы всей Земли. После событий Гражданской войны, где Стрэндж выступал против Акта регистрации сверхлюдей и помог оппозиционной группе в борьбе с Люком Кейджем, он предоставил свой особняк Иллюминатам в качестве штаб-квартиры.
В New Avengers #54, где Доктор Дум напал на Мстителей и манипулировал Алой ведьмой, Доктор Стрэндж не стал помогать героям, после чего отказался от титула Верховного мага Земли. Таким образом глаз Агамотто и мантия Стрэнджа достались Доктору Вуду, ставшему новым Верховным магом.
Стрэндж также появился в серии The Order, которая рассказывала о возвращении Защитников.

### 2010-е годы
На протяжении 2010—2013 годов Доктор Стрэндж появлялся на страницах комиксов в качестве обычного персонажа. Когда Доктор Вуду пожертвовал своей жизнью, чтобы остановить демона Агамотто, Стрэндж начал чувствовать ответственность перед миром. Он присоединился к Мстителям и дал им в распоряжение своего слугу Вонга. В более поздних выпусках Стрэндж и Вонг оказывали помощь Мстителям. Впоследствии Стрэндж возвращается к роли Верховного мага Земли, когда брат Доктора Вуду напал на Мстителей, используя различные тёмные искусства. К герою явился дух Древнего, который наставил его на путь истинный. Хотя Стрэндж официально не являлся Верховным магом Земли, его готовность бороться за мир, а также глубокие способности в области магии доказали, что он заслужил право носить мантию волшебника.
Стрэндж продолжил появляться в комиксах New Avengers, в основном в качестве члена Иллюминатов. Вскоре после того как действия Иллюминатов были обнародованы, Стрэндж оставил эту вселенную и присоединился к Чёрным священникам, которые использовали свои полномочия для искажения реальности. Стивен, наряду с другими священниками, встретился со Мстителями, чтобы найти ответственного за распад мультивселенной. Стрэндж, в свою очередь, предложил Мстителям помощь в поиске.
После того как различные реальности Marvel слились в одну, Доктор Стрэндж выступил правой рукой Доктора Дума, который стал Богом Императором Земли и стёр все воспоминания о событиях, предшествующих появлению его мира. Узнав об этом, Стрэндж освободил захваченных героев из первоначальной реальности, известной как Земля-616, за что и был убит Доктором Думом.
В 2015 году Джейсон Аарон и Крис Бачало объединились для создания четвёртого тома Doctor Strange. Новый персонаж, библиотекарь Зельма Стэнтона, была вынуждена согласиться провести перестановку в библиотеке Доктора Стрэнджа. Состоялось возвращение Брата Вуду, а в основной серии и её спин-оффе Dr. Strange: Last Days of Magic фигурировали такие персонажи как Медико Мистико, Магика, Алая Ведьма, Махатма Дум, Профессор Сюй, Монако и Алисия Гулливер. В связи с изменением магических законов и утратой доступа к своим артефактам, Стрэндж был вынужден полагаться на свои физические силы и некоторые оставшиеся заклинания. В конечном итоге, он потерял возможность использовать большую часть своих заклинаний и лишился плаща левитации.

## Биография

### Происхождение
Стивен Стрэндж был талантливым нейрохирургом, но при этом человеком он был самовлюблённым и самонадеянным. Стрэндж мог стать знаменитым врачом, но на одном торжественном вечере напился, а затем, возвращаясь домой, попал в автомобильную аварию: Стивен не справился с управлением машины, и она врезалась в столб. Он получил сильное повреждение обеих рук, из-за которого карьера Стивена как нейрохирурга закончилась.
Желая остаться врачом, будущий магистр мистических наук отправляется в путешествие по миру на поиски средства исцеления для своих рук. Путешествуя, Стрэндж узнал об одном человеке по имени Древний, живущем в Тибете и способном творить чудеса. Древний отказывается исцелять Стивена, он говорит, что тот должен заняться изучением магии и сам найти исцеление.
Разозлённый отказом, Стрэндж собирается уйти из замка Древнего, но, проходя мимо одной из комнат, он видит ученика Древнего — барона Мордо, который готовится убить своего учителя. Стивен предупреждает Древнего о готовящемся покушении, тем самым спасая волшебнику жизнь. Мордо бежит из замка Древнего, который предлагает Стрэнджу стать его новым учеником.

### Верховный маг Земли
Следующие 7 лет Стрэндж занимается изучением магии, часто помогая своему учителю в борьбе с демоном Дормамму, пытающимся вырваться из своего измерения, чтобы поглотить энергию жизни Земли.
Достигнуть своей цели Дормамму помогал барон Мордо. После обучения, Стивен вернулся в Нью-Йорк Магистром Мистических Наук, но, самое главное, он стал величайшим магом Земли. И вернулся он не один: у Стрэнджа появился слуга по имени Вонг (он был членом линии семейства, служащего Магистрам Мистических Наук) и ученица Клеа (впоследствии она стала женой Доктора). В Нью-Йорке Доктор Стрэндж с помощниками начинают борьбу против тёмных сил. Через некоторое время он решается пройти испытание Смерти и выигрывает, тем самым становясь частично бессмертным: он не стареет и неуязвим для болезней и паразитов.
Обычно Стрэндж предстаёт нам как мудрый маг, сильный, справедливый. Доктор Стрэндж защищает мир от всего потустороннего, считается одним из самых сильных существ в мире (учитывая все виды жизни). Так, в классической серии он даже вступал в команду Иллюминаты, в которой вместе с ним находились такие величайшие супергерои, как Нэмор-подводник (король Атлантиды), Чёрный Гром (король Нелюдей), профессор Чарльз Ксавье (глава Людей Икс), Рид Ричардс (лидер Фантастической четвёрки) и Тони Старк (один из основателей Мстителей). Стрэндж часто помогал другим героям, а также участвовал в великих событиях. У доктора обострённое чувство справедливости, он всегда трезво оценивает ситуацию и понимает, кто прав. Так, во времена войны супергероев (введение регистрации супергероев) Стрэндж принял нейтральную сторону и даже отказался от еды и других благ до окончания войны, понимая, что правых в ней нет.

### Мировая война Халка
После окончания Гражданской войны Стивен вступил в ряды Новых Мстителей. Он помог им во время первой миссии в Японии, где был тяжело ранен. Во время второй миссии Стрэнджу пришлось обратиться за помощью к иной магии, чтобы одолеть банду суперзлодея по прозвищу Капюшон. До наступления Мировой войны Халка Стрэндж был одним из тех Иллюминатов, кто проголосовал за его изгнание. Когда Халк вернулся и потребовал выдать ему тех, кто был ответственен за его ссылку, Стрэндж проник в его ум и попытался воззвать к личности Брюса Бэннера. Тем не менее, Халку удалось сопротивляться магии Стивена, после чего он вступил с ним в бой. Отчаявшись, Стрэндж обратился к призыву сущности демона Зом в себя, выпив содержание амфоры. Зом достаточно сильно навредил Халку, но Стрэндж начал замечать, что теряет контроль над своим телом. Он был побеждён Халком и долгое время провёл в плену у его приспешников-гладиаторов.

### Секретное вторжение
После того как Железный человек обнаружил труп скрулла, замаскированного под Электру, он созвал Иллюминатов для обсуждения вопроса об угрозе скруллов. Иллюминаты были шокированы, узнав, что Чёрный Гром также является замаскированным скруллом. Доктор Стрэндж телепортирует четырёх членов группы. Каждый из Иллюминатов решает пойти своим путём, понимая, что они потеряли доверие друг к другу.
Перед началом вторжения скруллов Святая Святых Доктора Стрэнджа была захвачена Капюшоном, что побудило Стивена использовать тёмную магию. В связи с этим Доктор Стрэндж начал задумываться о своей пригодности в звании Верховного мага Земли.

### Стрэнджа больше нет
Вскоре после событий Мировой войны Халка Стрэндж покинул Мстителей, ощущая в себе переизбыток тёмной магии. В конце концов Стрэндж был лишён звания Верховного мага Земли, и потому его способности значительно ослабли. Плащ левитации и Глаз Агамотто также были утеряны. Стивен отправился на поиски нового Верховного мага, дабы убедиться, что его намерения будут чисты и что он не встанет на путь зла. Первым человеком, которого он посетил, был Виккаин, однако там Доктор был атакован Капюшоном. Благодаря Виккаину Стивену удалось сбежать, после чего он отправился к Новым Мстителям за помощью. Вместе они отправились к Деймону Хеллстрому, так как Стрэндж считал, что именно ему и суждено стать Верховным магом. В то же время Капюшон сражался с Хеллстромом, однако бой был прерван Доктором Вуду, новым Верховным магом Земли.

### Тёмное правление
Доктор Стрэндж становится учителем Доктора Вуду. Во время событий «Тёмного владычества» Железный человек, пытаясь скрыть информацию о супергероях от Нормана Озборна, стирает свою память, а впоследствии впадает в кому. Мстители призвали на помощь Доктора Стрэнджа. Стивен, войдя в сознание Железного человека, сумел вернуть память и восстановил мыслительные процессы. Пока Стрэндж лечил Старка, на него напал суперзлодей Призрак, который, тем не менее, был остановлен. Когда Норман Озборн напал на Асгард, Стив Роджерс предложил Стрэнджу присоединиться к Новым Мстителям, на что тот согласился.

### Круг четырёх
Когда Блэкхарт пытается перенести ад на Землю, Доктор Стрэндж вступает в сотрудничество с Деймоном Хеллстромом для предотвращения катаклизма. Вскоре Призрачный гонщик (Джонни Блейз) помещает амулет, взятый у Соколиного глаза, на границе Лас-Вегаса, тем самым прервав процесс распространения ада. Когда Агент Веном, Икс-23, Красный Халк и новый Призрачный гонщик (Алехандра Джонс) сражаются с Блэкхартом внутри барьера, Стрэндж и Хеллстром ведут бой снаружи, предотвращая дальнейшее распространение ада, когда амулет распадается на осколки, однако проигрывают. Четверо героев находят способ одолеть Блэкхарта и освободить Доктора Стрэнджа и Деймона Хеллстрома.

### Мстители против Людей Икс
Доктор Стрэндж принимает участие в битве между Мстителями и Людьми Икс, связанной с возвращением силы Феникса на Землю. Он сражается против Мэджик, однако, не имея полномочий Верховного мага, Стивен проигрывает бой. Мэджик пользуется этим и принимает облик Стрэнджа, после чего телепортирует Людей Икс в другое место, вследствие чего они избегают задержания Мстителями. Когда Феникс отдаёт пятерым мутантам часть своей силы, Мстители пускаются в бега. Во время столкновения между Людьми Икс и Мстителями Стрэндж с помощью Алой ведьмы насылает на мутантов иллюзии, после чего телепортирует их в различные места, начиная бои один на один. Затем Стивен участвует в бою против Циклопа.

### Последняя битва с Мстителями
Когда Доктор Вуду жертвует своей жизнью для спасения Земли, его брат, Дэниел Драмм, проникается ненавистью к Мстителям, и его охватывает жажда мести. Стрэнджа обвиняют в убийстве Виктории Хэнд, из-за чего агенты Щ. И. Т. вторгаются в Особняк Мстителей. Затем Дэниел проникает в умы Мстителей, заставляя их сражаться против Стрэнджа, пока Доктор не уничтожает того раз и навсегда. После победы к нему возвращаются как силы Верховного мага Земли, так и магические артефакты. Доктор Стрэндж покидает Мстителей и уже не является частью нового состава, когда Капитан Америка и Железный человек реформируют группу.

### Время на исходе
Доктор Стрэндж втайне продолжает собираться вместе с другими Иллюминатами. Они встречаются в очередной раз, чтобы остановить зло, которое угрожает мультивселенной. Впоследствии он пытается спасти азиатскую девочку по имени Фан (Princess Phan), которая была одержима могущественным демоном. Стрэнджу не удаётся того победить, не убив при этом Фан. Вместо этого демоническая сущность предлагает стать его сосудом Доктору, в обмен на освобождение девочки. Когда Капитан Америка объявляет Иллюминатов преступниками, Стрэндж исчезает на долгое время. Затем он появляется как лидер Чёрных священников.

## Силы и способности
Доктор Стрэндж является очень сильным волшебником, который черпает свои силы от таких мистических существ, как
троица Вишанти — Хоггот, Оштур, Агамотто;
Октессенсов — группа из 8 существ, включающих Балфакка, Ситторакка, Фараллаха, Иконна, Краккана, Раггадорра, Валторра и Ватумба.
Помимо этого он владеет ценнейшими магическим артефактами, включая плащ левитации, Глаз Агамотто, который используется для нейтрализации тёмной магии, Книгу Вишанти, в которой хранятся заклинания белой магии, и Шар Агамотто (в нём находится камень времени).
Ранее, Стивен — одарённый хирург, который в короткие сроки сумел стать одним из лучших в своей профессии. Основная специализация Стрэнджа — нейрохирургия (раздел хирургии, занимающийся вопросами оперативного лечения заболеваний нервной системы). После того, как Стивен попал в автокатастрофу и повредил свои руки, он лишился возможности продолжать свою профессиональную карьеру. Тем не менее, Стрэндж по-прежнему способен выполнять обязанности помощника или наставника хирурга.
Впоследствии, в течение семи лет Стивен изучал оккультизм и магию под руководством Древнего. Вернувшись в Нью-Йорк, Стрэндж продолжил заниматься самообразованием.
Стивен обучался рукопашному бою у монахов Камар-Тая (Kamar-Taj). Эти навыки не раз помогали волшебнику в случаях, когда он не мог пользоваться магией. Стрэндж также обучал рукопашному бою своих учеников.
Бессмертие Стрэндж получил после боя с самой Смертью. Его нельзя убить физически или с помощью магии, но можно стереть из реальности.
Стивен Стрэндж считается самым могущественным магом в космосе. По словам Вечности, он силён больше, чем любой другой гуманоид.
Стрэндж носил титул Верховного мага с 1983 (после смерти Древнего), за исключением периода от 1992 до 1995 года; он отказался от титула в 2009 году, однако в 2012 году доказал, что может спасти мир без него.

## Альтернативные версии

### Marvel 1602
Во вселенной 1602 Сэр Стивен Стрэндж является придворным врачом королевы Елизаветы I, а также фокусником, который ощущает сверхъестественные силы на работе. Он является заменой Джона Ди и состоит в браке с Клеа. В молодости он был похищен и продан врачу, от которого узнал многое о медицине. Вскоре он стал путешествовать по свету и попал в монастырь, в котором узнал многое о магии. В настоящее время он контактировал с Уату, который предупредил его об опасности. Когда королева Елизавета I умерла, Стрэндж был казнён за колдовство и измену, однако его голова продолжила жить и была взята на попечение Клеа. После спасения мира, Клеа похоронила его голову вместе с телом.

### Marvel 2099
Во вселенной 2099 Верховная колдунья Земли, которая называет себя Стрэндж, тайно делит своё тело с чудовищным демоном. Она достаточно неопытна в своих силах и использует их по неосторожности. В одном случае это приводит к гибели её брата. Её главным противником является Гарокк, который сам хочет стать Верховным волшебником Земли.

### Age of X
Во вселенной Age of X Доктор Стрэндж является как наёмный охотник на мутантов. На самом деле он является двойным агентом, который работает с Магнето.

### Amalgam Comics
В рамках Amalgam Comics появляется персонаж, который сочетает в себе внешность и способности Доктора Стрэнджа, Чарльза Ксавьера и Доктора Фейта. Во время путешествия в Гималаях Чарльз Ксавьер был спасён Древним Набу, который обучил его магическому искусству. Впоследствии Ксавьер превзошёл своего учителя. Он противостоял Доступу, который хотел разделить вселенные DC и Marvel.

### Bullet Points
В мини-серии Bullet Points Стивен Стрэндж вступает в Щ. И. Т., вместо того, чтобы искать Древнего. В обмен он получает когти, схожие с оружием Росомахи.

### Marvel Zombies
В этой вселенной история Стивена повторяет оригинальную до момента появления Зомби. Однажды Ник Фьюри предложил Стрэнджу присоединиться к его сопротивлению Щ. И. Т.а, на что тот согласился. Прибыв на место, волшебник узнал, что наступил конец света. Через некоторое время Стрэнджа отправили бороться с зомби, однако группа потерпела поражение, и Верховный маг сам превратился в зомби. Позже Стивен охотился на Зверя и Рида Ричардса в Латверии. Спустя некоторое время волшебник был убит Магнето. Однако, позднее Доктор Стрэндж вернулся в Marvel Zombies, где его силы были ограничены, после стычки с Магнето. Позднее был убит Альтроном.

### House of M
Во вселенной House of M постаревший Стивен стал психологом, который консультирует Роберта Рейнольдса. Позднее Стрэндж противостоит могущественному волшебнику Воррену Трэвелеру, вооружённому Оком Ватумба, однако проигрывает бой.

### Ultimate Marvel
Во вселенной Ultimate Marvel Стивен Стрэндж был блестящим нейрохирургом. Однажды он попал в автокатастрофу, в результате которой погибла его беременная жена, а руки самого Стрэнджа были серьёзно повреждены. Он нашёл человека по имени Древний, который обучил его магическим искусствам. Приобретя новые силы, Стрэндж стал Верховным волшебником. Он женился на своей студентке Клеа, которая родила ему сына. В неизвестный момент Стрэндж застрял в другом измерении и пропал без вести.
Следующим волшебником стал сын Стивена Стрэнджа — Стивен Стрэндж-младший. Это молодой маг, которому разом свалилась знаменитость, состояние и силы его отца. Обладая большим потенциалом и коллекцией доставшихся от отца артефактов, Стивен довольно неопытен в их применении и, фактически, является учеником Вонга — слуги своего отца. Доктор Стрэндж не столько защищает мир, сколько пользуется своей популярностью. Он — телезвезда, у него собственное шоу. В отличие от отца, он не получал медицинского образования. Однажды разум Стрэнджа был захвачен Кошмаром, но из-за вмешательства Человека-паука Кошмар перебрался на того. Доктор Стрэндж-младший пришёл в себя и отправился на бой с Кошмаром, который принял облик его отца. В ярости Стрэндж изгнал Кошмара. Некоторое время спустя Стрэндж присоединился к команде Сорвиголовы против Кингпина. Во время Ультиматума Доктор Стрэндж-младший был убит вырвавшимся на свободу врагом своего рода — демоном Дормамму.

### Deadpool Kills the Marvel Universe
В этой серии был убит Дэдпулом. После чего Дэдпул воспользовался книгой Вишанти для уничтожения вселенной.

## Коллекционные издания
Различные истории о Докторе Стрэндже были собраны в отдельные тома:
- Essential Marvel
  - Vol. 1 включает Strange Tales #110-#111, #114-#168; 608 страниц, декабрь 2001, ISBN 0-7851-2316-4
  - Vol. 2 включает Doctor Strange #169-#178, #180-#183; The Avengers #61; Sub-Mariner #22; The Incredible Hulk vol. 2, #126; Marvel Feature #1; Marvel Premiere #3-#10, #12-#14, 608 страниц, март 2005, ISBN 0-7851-1668-0
  - Vol. 3 включает Doctor Strange vol. 2, #1-#29, Doctor Strange Annual #1; и The Tomb of Dracula #44-#45, 616 страниц, декабрь 2007, ISBN 978-0-7851-2733-8
  - Vol. 4 включает Doctor Strange vol. 2, #30-#56; Chamber of Chills #4; Man-Thing #4, 564 страницы, июнь 2009, ISBN 978-0-7851-3062-8
- Marvel Masterworks: Doctor Strange
  - Vol. 1, включает Strange Tales #110-#111, #114-#141, 272 страницы, сентябрь 2003, ISBN 0-7851-1180-8
  - Vol. 2 включает Strange Tales #142-#168, 304 страницы, сентябрь 2005, ISBN 0-7851-1737-7
  - Vol. 3 включает Doctor Strange #169-#179, 256 страниц, The Avengers #61; март 2007, ISBN 0-7851-2410-1
  - Vol. 4 включает Doctor Strange #180-183; Sub-Mariner #22; The Incredible Hulk vol. 2, #126; Marvel Feature #1; Marvel Premiere #3-#8, 272 страницы, январь 2010, ISBN 978-0-7851-3495-4
  - Vol. 5 включает Marvel Premiere #9-14; Doctor Strange vol. 2 #1-9, 272 страницы, апрель 2011, ISBN 978-0-7851-5022-0
  - Vol. 6 включает Doctor Strange vol. 2 #10-22; Annual #1; Tomb of Dracula #44, 288 страниц, июль 2013, ISBN 978-0-7851-6786-0
- Origins of Marvel Comics (неопр.). — Marvel, 2011. — ISBN 978-0-7851-5615-4. includes Doctor Strange stories from Strange Tales #110, 115, and 155, 254 pages.
- Стэн Ли. Stan Lee Presents Doctor Strange: Master of the Mystic Arts (англ.). — Pocket Books[англ.], 1978. — ISBN 978-0-671-81447-2. включает истории о Докторе Стрэндже из Strange Tales #111, 116, 119—120, 123, 131—133, 132 страницы.
- Стэн Ли. Bring on the Bad Guys: Origins of Marvel Villains (англ.). — Marvel Comics, 1998. — ISBN 978-0-7851-0597-8. включает истории о Докторе Стрэндже из Strange Tales #126-127, 253 страницы, октябрь 1976, Simon & Schuster, ISBN 978-0-671-22355-7
- Стэн Ли. Marvel's Greatest Superhero Battles (неопр.). — Simon and Schuster, 1978. — ISBN 978-0-671-24544-3. включает истории о Докторе Стрэндже из Strange Tales #139-141, 253 страницы.
- Стив Энглехарт. Doctor Strange: A Separate Reality (неопр.). — Marvel Enterprises, Incorporated, 2002. — ISBN 978-0-7851-0836-8. включает Marvel Premiere #9-10, 12-14; Doctor Strange vol. 2, #1-2, 4-5, 176 страницы.
- Dr. Strange Vs. Dracula: The Montesi Formula (англ.). — Marvel, 2006. — ISBN 978-0-7851-2244-9., включает Doctor Strange vol. 2 #14, 58-62; The Tomb of Dracula 44, 160 страницы, октябрь 2006
- Infinity Gauntlet Aftermath (Doctor. Strange: Sorcerer Supreme #36)
- Doctor Strange: The Oath (неопр.). — Marvel, 2007. — ISBN 978-0-7851-2211-1. включает Doctor Strange: The Oath #1-5,
- Dr. Strange: Strange Tales (неопр.). — Marvel, 2011. — ISBN 978-0-7851-5549-2. включает Strange Tales vol. 2, #1-19, 240 страниц, октябрь 2011, ISBN 978-0-7851-5549-2
- Марк Вейд. Doctor is Out! (неопр.). — Marvel Worldwide, Incorporated, 2010. — ISBN 978-0-7851-4425-0.

## Вне комиксов

### Мультфильмы
- В сериале «Человек-паук и его удивительные друзья» 1983 года Доктор Стрэндж появляется в 6-й серии 1-го сезона, где является одним из семи супергероев Вселенной Marvel, которых заманил в ловушку злодей Хамелеон[58].
- Доктор Стрэндж появляется в первой серии третьего сезона сериала «Человек-паук» 1994 года, где помогает главному герою победить Барона Мордо и Дормамму[59].
- Доктор Стрэндж появляется в качестве камео в серии «Сага о Фениксе, часть 4: Звёздные рейдеры» мультсериала «Люди Икс».
- Доктор Стрэндж появляется во втором сезоне сериала «Невероятный Халк», где вместе с Женщиной-Халк спасал Брюса Баннера от вселившегося в него демона[60].
- В 2007 году вышел полнометражный мультфильм «Доктор Стрэндж», рассказывающий историю становления верховного мага[61].
- В полнометражном мультфильме «Планета Халка» Доктор Стрэндж появляется в качестве камео как член Иллюминатов вместе с Железным человеком, Мистером Фантастиком и Чёрным Громом.[62]
- Доктор Стрэндж появлялся в пародийном мультсериале «Отряд Супергероев».[63]
- В мультсериале «Великий Человек-паук» (англ. Ultimate Spider-Man, 2012) Доктор Стрэндж появляется в первом сезоне в тринадцатой серии, где его озвучил Джек Коулман.[64]
- Джек Коулман снова озвучил Доктора Стрэнджа в мультсериале «Халк и агенты У.Д.А.Р.А.»[65].
- Доктор Стрэндж появляется в мультсериале «Мстители, общий сбор!», вновь озвученный Джеком Коулманом. Дабы разобраться в том, что делать с Камнями Бесконечности, имеющимися у Мстителей, Чёрная вдова советует им обратиться за помощью к Доктору Стрэнджу. Тот говорит, что, пока Камни Бесконечности остаются на Земле, её жителям угрожает большая опасность. Затем Доктор Стрэндж помогает Мстителям в бою с Дормамму и Безмолвным.
- В Toei аниме Marvel Disk Wars: The Avengers его озвучивает Ясунори Масутани.
- Доктор Стрэндж, которого озвучил Лиам О’Брайан, является важным действующим лицом в полнометражном мультфильме «Халк: Где обитают чудовища».
- Доктор Стрэндж появится в предстоящем мультсериале «Человек-паук: Первый год» 2024 года, являющегося частью медиафраншизы «Кинематографическая вселенная Marvel» (КВМ)[66].

### Фильмы
- В 1978 году вышел телефильм «Доктор Стрэндж», сильно отличающийся от оригинального комикса[67].
- В фильме «Человек-паук 2» имя Доктора Стрэнджа (в русском переводе — Доктор Странный) предлагалось в качестве прозвища для Отто Октавиуса, на что Джей Джона Джеймсон ответил, что такой уже есть.

#### Кинематографическая вселенная Marvel
Доктор Стрэндж в исполнении Бенедикта Камбербэтча появляется в следующих проектах КВМ:
- Фильм «Доктор Стрэндж» (2016)
- Фильм «Тор: Рагнарёк» (2017)
- Фильм «Мстители: Война бесконечности» (2018)
- Фильм «Мстители: Финал» (2019)
- Мультсериал «Что, если…?» (2021)
- Фильм «Человек-паук: Нет пути домой» (2021)
- Фильм «Доктор Стрэндж: В мультивселенной безумия» (2022)

### Видеоигры
- В игре The Amazing Spider-Man vs. The Kingpin Доктор Стрэндж появляется в качестве советника Человека-паука.
- Доктор Стрэндж играбельный персонаж в Marvel: Ultimate Alliance, озвучен Джеймсом Хораном[68].
- Появляется в одной из сцен в игре Marvel vs. Capcom 3: Fate of Two Worlds. В качестве игрового персонажа Стрэндж появляется в обновлённой версии игры Ultimate Marvel vs. Capcom 3,[69] где его озвучил Рик Паскуалоне[70].
- Игровой персонаж в Marvel Super Hero Squad Online.
- Доктор Стрэндж — игровой персонаж в онлайн-игре в Facebook Marvel: Avengers Alliance.
- Игровой персонаж в файтинге Marvel Avengers: Battle for Earth.
- Доктор Стрэндж появляется в онлайн-игре Marvel Heroes.
- Становится играбельным после прохождения одного из бонусных уровней в Lego Marvel Super Heroes, снова озвучен Джеймсом Хораном[71].
- Доктор Стрэндж является игровым персонажем в Marvel: Contest of Champions для iOS и Android.
- Доктор Стрэндж, озвученный Крисом Коксом, появляется в игре Lego Marvel's Avengers.
- Доктор Стрэндж является игровым персонажем в Marvel: Future Fight для платформ iOS и Android.
- Доктор Стивен Стрэндж — играбельный персонаж во второй части игры «Lego Marvel Super Heroes» — «Lego Marvel Super Heroes 2»
- Доктор Стрэндж упоминается в игре Spider-Man 2 (2023). По сюжету, Чёрная кошка проникает в Санктум Санкторум, чтобы выкрасть жезл Ватумба и, с его помощью, сбежать от охотников Сергея Кравинова, а затем отправиться в Париж и защитить свою подругу. Благодаря Майлзу Моралесу она осуществляет задуманное и отдаёт ему жезл; после этого жезл пропадает из руки Моралеса, а на его месте появляется записка от Стрэнджа и Вонга[72].